# Ільїнка (Червенський район)
Ільїнка (біл. вёска Ільінка) — село в складі Червенського району Мінської області, Білорусь. Село підпорядковане Валевачівській сільській раді, розташоване в центральній частині області.